# إسحاق بن يحيى
إسحاق بن يحيى بن معاذ بن مسلم الختلي ( 170 هـ - 786م  / 237 هـ - 851م) والٍ، من كبار القادة في العصر العباسي. أصله من ختلان في طاجيكستان وانتقل أحد جدوده إلى العراق مقر الخلافة العباسية.
ولي دمشق في أيام المأمون والمعتصم والواثق. وفي سنة 235 هـ ولاه المتوكل إمرة مصر فقدم إليها وأحبه أهلها. وكان جوادا عاقلا حسن التدبير والسياسة، شجاعا محبا للأدب، مدحه كثير من الشعراء. وأمره المنتصر (العباسي) بإخراج العلويين من مصر، فأخرجهم بلطف ورعاية، فساء المنتصر ذلك، فعزله سنة 236 هـ قبل أن يكمل العام بمصر، فأقام فيها، وتوفي في العام التالي.